# Хок, Сайфул
С.М. Сайфул Хок (англ. Saiful Hoque) — бангладешский дипломат, кандидат политических наук. Посол Бангладеш в России. Чрезвычайный и Полномочный Посол Бангладеш на Украине, в Латвии, Белоруссии, Литве, Эстонии по совместительству.

## Биография
Родился в Бангладеш. В 1979 году окончил Институт международных отношений Киевского национального университета имени Тараса Шевченко.
Преподавал в Университете Дружбы Народов имени Патриса Лумумбы. С 1999 года работал директором по развитию международных программ развития научно-исследовательского центра по населенным пунктам (HDRC).
С 16 декабря 2009 года — Посол Бангладеш в России. Чрезвычайный и Полномочный Посол Бангладеш на Украине, в Латвии, Белоруссии, Литве, Эстонии по совместительству.
Советник Центра культуры, науки и информации Бангладеш в Санкт-Петербурге.

## Награды
- Почётная грамота Совета Министров Республики Беларусь (21 октября 2019 года) — за значительный личный вклад в развитие и укрепление двусторонних отношений между Республикой Беларусь и Народной Республикой Бангладеш[5].